# Postplatyptilia nubleica
Postplatyptilia nubleica là một loài bướm đêm thuộc họ Pterophoridae. Nó được tìm thấy ở Argentina.
Sải cánh dài 18–21 mm. Con trưởng thành bay vào tháng 1.